# Liqueur de Clérici
Pour les articles homonymes, voir Clerici.
La liqueur de Clérici est une solution aqueuse de formiate de thallium TlCHO2 et de malonate de thallium TlC3H3O4 à parts égales. Il s'agit d'un liquide sans odeur qui passe du jaune à l'incolore par diminution de la concentration en sels de thallium. Avec une masse volumique de 4,25 g/cm3 à 20 °C, la liqueur de Clérici saturée est une des solutions aqueuses les plus denses connues. La solution a été créée en 1907 par Enrico Clerici (it) (1862–1938) et introduite en minéralogie et gemmologie dans les années 1930, utilisée pour la séparation des minéraux par densité. Ses avantages incluent sa transparence et une densité facilement contrôlable, allant de 1 à 5 g/cm3,,.
La densité de la liqueur de Clérici peut être suffisamment importante pour que la spinelle, le grenat, le diamant et le corindon y flottent. La masse volumique de la solution saturée augmente de 4,25 à 5,0 g/cm3 par chauffage de 20 à 90 °C (quand celle de l'eau diminue, passant de 1,0 à 0,96 g/cm3 suivant la même variation de température). La masse volumique peut être réduite à 1 g/cm3 en la diluant dans de l'eau. L'indice de réfraction passe de manière linéaire de 1,44 pour une masse volumique de 2 g/cm3 à 1,70 pour une masse volumique de 4,28 g/cm3. Ainsi, la densité peut facilement être mesurée par des moyens optiques.
La couleur de la liqueur de Clérici change significativement suivant de faibles dilutions. En particulier, à température ambiante, la solution de 4,25 g/cm3 de masse volumique a une couleur jaune-ambre. Cependant, une dilution avec de l'eau pour atteindre une masse volumique de 4,0 g/cm3 la rend transparente comme du verre ou de l'eau.
La liqueur de Clérici est cependant hautement toxique et corrosive,.